# Justyna Bargielska
Justyna Bargielska (ur. 7 lipca 1977) – polska poetka i pisarka.

## Życiorys
Publikowała w wielu pismach literackich, m.in. w „Odrze”, „Ha!arcie”. Jej wiersze były tłumaczone na język angielski, język słoweński i język bułgarski. Laureatka III edycji konkursu poetyckiego im. Rainera Marii Rilkego (2001) i nagrody specjalnej VIII edycji Ogólnopolskiego Konkursu Poetyckiego im. Jacka Bierezina (2002). W 2010 roku za tomik Dwa fiaty otrzymała Nagrodę Literacką Gdynia. Za swój prozatorski debiut Obsoletki (2010) otrzymała nominację do Paszportów Polityki oraz Nagrodę Literacką Gdynia. Książka ta znalazła się w finale Nagrody Literackiej Nike 2011. Poetka projektu Sfotografuj wiersz – Zwierszuj fotografię.
W 2013 za Bach for my baby została nominowana do Nagrody im. Wisławy Szymborskiej oraz do Wrocławskiej Nagrody Poetyckiej „Silesius”. W 2014 nominowana do Nagrody Literackiej Nike za Małe lisy, a w 2020 do Wrocławskiej Nagrody Poetyckiej „Silesius” za Dziecko z darów. Za ten tom była również nominowana w 2021 do Nagrody im. Wisławy Szymborskiej za rok 2019. W 2024 nominowana do Wrocławskiej Nagrody Poetyckiej „Silesius” za Wybór stand-upów.
Felietonistka miesięcznika „Znak” i „Ruchu Muzycznego”.

## Życie prywatne
Ma dwoje dzieci - córkę Rozalię oraz syna Jerzego.

## Twórczość
Poezja
- Dating Sessions (Kraków, Zielona Sowa, 2003)
- China Shipping (Kielce, kserokopia.art.pl, 2005)
- Dwa fiaty (Poznań, WBPiCAK, 2009)
- Bach for my baby (Wrocław, Biuro Literackie, 2012)
- Szybko przez wszystko (Wrocław, Biuro Literackie, 2013)
- Nudelman (Wrocław, Biuro Literackie, 2014)
- Selfie na tle rzepaku (Wrocław, Biuro Literackie, 2016)[13]

- Dziecko z darów (Lusowo, Wydawnictwo Wolno, 2019)[14][15][16]
- Wybór stand-upów (Biuro Literackie, Kołobrzeg 2023)[17]

Proza
- Obsoletki (Wołowiec, Wydawnictwo Czarne, 2010)
- Małe lisy (Wołowiec, Wydawnictwo Czarne, 2013)
- Obie (wraz z Iwoną Chmielewską), (Lusowo, Wydawnictwo Wolno, 2016)[18]
- Siedem przygód Rozalii Grozy (Biuro Literackie, 2017)

Szkice/publicystyka
- Pij ze mną kompot (Lusowo, Wydawnictwo Wolno, 2021)[19]

Antologie
- p.h.p. wiersze (Wydawnictwo RUTA, Wałbrzych, 2002)
- Solistki (SDK, Warszawa, 2009)
- Poeci na nowy wiek (Biuro Literackie, Wrocław, 2010)
- Free over Blood (Zeszyty Poetyckie/OFF Press, Londyn, 2011, pod redakcją D. Junga i M. Orlińskiego)[20]
- Warkoczami. Antologia nowej poezji (Staromiejski Dom Kultury, Warszawa, 2016) – red. Joanna Mueller, Sylwia Głuszak, Beata Gula
- 111. Antologia Babińca Literackiego 2016–2019 (Fundacja Duży Format, Warszawa 2020)

Przekłady
Ursula K. Le Guin, Dotąd dobrze (wraz z Jerzym Jarniewiczem, Prószyński i S-ka, Warszawa 2019, ISBN 978-83-8169-173-4) 
Ursula K. Le Guin, Księga Drogi i Dobra (wraz z Jerzym Jarniewiczem, Prószyński i S-ka, Warszawa 2020, ISBN 978-83-8169-353-0)
Dla dzieci
- Siedem przygód Rozalii Grozy (Biuro Literackie, Stronie Śląskie 2017, ISBN 978-83-65125-29-3)

## Opracowania
Piotr Bogalecki, „Nie wiem, co zrobić (z tą wiarą). Justyna Bargielska oddaje życie”, [w:] Balaghan. Mikoświaty i nanohistorie, Pod redakcją Mariusza Jochemczyka, Magdaleny Kokoszki i Beaty Mytych-Forajter, Wydawnictwo Uniwersytetu Śląskiego, Katowice 2015.
Monika Glosowitz, „Niemożliwe światy Justyny Bargielskiej. Lektura afektywna”, Śląskie Studia Polonistyczne nr 1/2 (5) 2014.
Jerzy Jarniewicz, „Symetryczne utrzymywanie równowagi, czyli Małe lisy Justyny Bargielskiej”, [w:] Jerzy Jarniewicz, Podsłuchy i podglądy, Instytut Mikołowski, Mikołów 2015.
Marta Koronkiewicz, „Bargielska bez wymówek”, Śląskie Studia Polonistyczne nr 1/2 (5) 2014.
Adam Lipszyc, „Justyna Bargielska: Peep show”, [w:] Adam Lipszyc, Czerwone listy. Eseje frankistowskie o literaturze polskiej, Austeria, Kraków 2018.
Beata Mytych-Forajter, „Najmniejsze zwierzę Justyny Bargielskiej”, [w:] Balaghan. Mikoświaty i nanohistorie, Pod redakcją Mariusza Jochemczyka, Magdaleny Kokoszki i Beaty Mytych-Forajter, Wydawnictwo Uniwersytetu Śląskiego, Katowice 2015.